# Гуру-пурнима
Гу́ру-пурни́ма (санскр. गुरु पूर्णिमा, IAST: Guru Pūrṇimā) — индуистский и буддийский праздник, отмечаемый ежегодно в день полнолуния месяца ашадха (июнь-июль). В этот день верующие совершают ритуальное поклонение гуру, выражая ему свою благодарность. В индуизме этот день также известен как Вья́са-пурни́ма — день явления ведийского мудреца Вьясы, который считается одним из величайших гуру в индуизме. Также, согласно верованиям индуистов, в этот день Вьяса начал записывать Веданта-сутры. Буддисты в этот день отмечают годовщину первой проповеди Будды Шакьямуни.